# Sem (postać z Księgi Mormona)

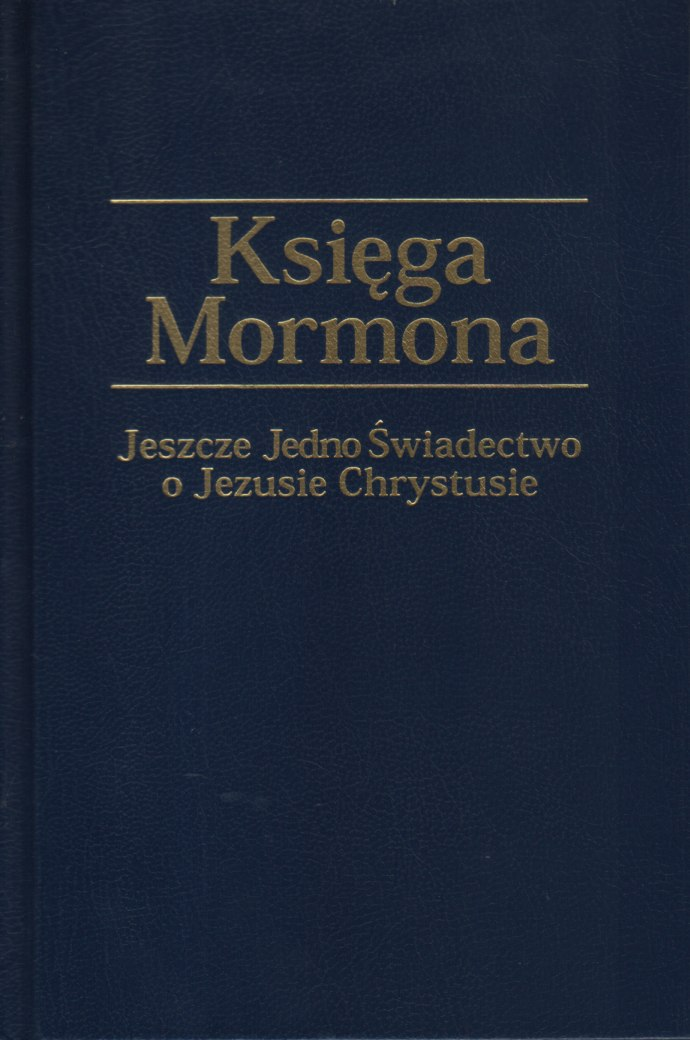
Księga Mormona, jedno z mormońskich pism świętych i jednocześnie źródło wzmianki o Semie

Sem (deseret 𐐟𐐇𐐣) – w wierzeniach ruchu świętych w dniach ostatnich (mormonów) neficki wojskowy żyjący w IV wieku n.e. Jeden z dowódców w bitwie na wzgórzu Kumorah z 385, poległ w niej wraz ze wszystkimi swymi podkomendnymi. Jest obiektem spekulacji mormońskich teologów, którzy wzmiankę o nim umieszczają w partii materiału źródłowego Księgi Mormona określanej mianem większych płyt Nefiego.

## Wymowa i pisownia imienia
Wymowa tego imienia wzbudzała pewne zainteresowanie mormońskich badaczy. Została ona zresztą ujęta w przewodniku po wymowie, dołączanym do każdego egzemplarza anglojęzycznej wersji Księgi Mormona od 1981. Źródła wskazują generalnie niemniej na znaczną różnicę między wymową preferowaną i powszechną współcześnie, a tą z wczesnego okresu kolonizacji terytorium Utah, jeżeli chodzi o wiele nazw i imion z Księgi Mormona. Nie ma takiej różnicy wszelako w przypadku Sema. Pierwotna wymowa, zwłaszcza ta stosowana przez Josepha Smitha, ma pewne znaczenie w badaniach nazw własnych występujących w Księdze Mormona, choć, na gruncie mormońskiej teologii, nie jest w nich czynnikiem decydującym. Do ustalenia wymowy używanej przez Smitha wykorzystuje się między innymi wydanie Księgi Mormona w alfabecie deseret z 1869.
Istnieją wszelako relacje ludzi posługujących w procesie nazywanym przez świętych w dniach ostatnich tłumaczeniem Księgi Mormona, które rzucają światło na to, jak Smith pierwotnie radził sobie z nieznanymi słowami. Hugh Nibley, powołując się na relacje skrybów Smitha, stwierdził, że „nigdy nie wymawiał on takich słów, zawsze poprzestając na ich przeliterowaniu”. Ściśle na gruncie mormońskiej teologii nie próbuje się dociekać pierwotnej wymowy tegoż słowa, podobnie jak nie prowadzi się takowych rozważań wobec słów i nazw nefickich jako takich.
Również na gruncie mormońskiej teologii zauważa się inherentną problematyczność wymowy nazw i imion przynależnych do tej mormońskiej świętej księgi. Ma to wynikać z tego, że żadne z nich nie zostało przekazane Josephowi Smithowi ustnie, z wyjątkiem może imienia Moroniego, który wszak przedstawił się Smithowi w wizji. Z doktrynalnego punktu widzenia sposób, w jaki bohaterowie Księgi Mormona wypowiadali te słowa, pozostał nieznany pierwszemu mormońskiemu przywódcy.
Podczas procesu określanego przez świętych w dniach ostatnich mianem tłumaczenia Księgi Mormona, jeden z posługujących Josephowi Smithowi skrybów zapisał to imię jako Shem, później, już w manuskrypcie oddanym drukarzowi odpowiedzialnemu za pierwsze wydanie mormońskiej świętej księgi na Shom. Jednakże już od pierwszego wydania pojawiało się ono w druku w obecnie znanej formie.

## W Księdze Mormona
W ściśle teologicznym sensie wzmiankowany jest w partii materiału określanej mianem większych płyt Nefiego. Na kartach Księgi Mormona pojawia się wyłącznie w wersie czternastym szóstego rozdziału Księgi Mormona w kontekście rozstrzygającej bitwy konfliktu neficko-lamanickiego, mianowicie bitwy na wzgórzu Kumorah (385). Przez komentatorów uznawany za generała, we wspomnianym starciu dowodził dziesięcioma tysiącami ludźmi. Poległ w niej wraz ze wszystkimi swymi podkomendnymi. Wzmiankowany pośrednio również w oszacowaniach liczby ofiar śmiertelnych tejże bitwy. Nie powinien być przy tym mylony ani z miastem o tej samej nazwie, miejscem bitwy między Nefitami a Lamanitami, ani też z Semem, postacią ze Starego Testamentu i synem Noego.

## W mormońskiej teologii oraz w badaniach nad Księgą Mormona
Istnienie Sema nie znalazło potwierdzenia w źródłach zewnętrznych. Językoznawcy związani z Kościołem Jezusa Chrystusa Świętych w Dniach Ostatnich rozważali etymologię imienia tego wojskowego wywodząc je z języka hebrajskiego.